# Catedral de la Ascensión (Satu Mare)
La Catedral de la Ascensión (en rumano: Catedrala înălţarea Domnului o Catedrala romano-catolică Înălţarea Domnului) es el nombre que recibe un edificio religioso que pertenece a la Iglesia católica y que funciona como la iglesia catedral de la diócesis de Satu Mare. Se encuentra ubicada en la ciudad de Satu Mare, al norte del país europeo de Rumania.
La catedral de Satu Mare fue construida entre 1830 y 1837 según los planos de József Hilda, usando partes de la catedral barroca anterior (construida en 1786). Los detalles arquitectónicos externos son principalmente de estilo neoclásico, mientras que en el interior prevalecen características barrocas. 